# Ca la Flora
Ca la Flora és una casa eclèctica de Breda (Selva) inclosa a l'Inventari del Patrimoni Arquitectònic de Catalunya.

## Descripció
Casa cantonera, situada al nucli urbà.
Consta de planta baixa i pis. Façana arrebossada. A la planta baixa, la porta principal i les dues finestres (una a cada costat de la porta) tenen decoració vegetal en relleu, i les seves volutes estan remarcades amb volutes i palmetes. Al primer pis hi ha tres finestres, la central amb un balcó amb barana de ferro forjat i, les laterals, tenen petites balustrades decorades amb medallons amb palmetes.
Una reforma convertí la porta principal en una finestra, i s'obrí una porta a l'antiga finestra lateral.

## Història
Hi ha un plànol del 29 de juny de 1836: “Croquis del Pueblo y defensas de San Salvador de Breda” on hi apareix el carrer dels Còdols, i es tracta del plànol més antic que es conserva a Breda.